# Erja Kuivalainen
Erja Kaarina Orvokki Kuivalainen (* 21. Oktober 1964 in Ilomantsi) ist eine ehemalige finnische Skilangläuferin.

## Werdegang
Kuivalainen, die für den Ilomantsin Urheilijat startete, lief ihre ersten Weltcupeinzelrennen bei den Olympischen Winterspielen im Februar 1984 in Sarajevo. Dabei errang sie den 37. Platz über 10 km und den 29. Platz über 20 km. Zuvor wurde sie bei den Nordischen Junioren-Skiweltmeisterschaften 1984 in Trondheim jeweils Fünfte über 10 km und mit der Staffel. Im März 1988 holte sie in Rovaniemi mit dem 15. Platz über 10 km Freistil ihren ersten Weltcuppunkt und siegte zudem dort mit der Staffel. In der Saison 1988/89 belegte sie in La Féclaz den dritten Platz mit der Staffel und bei den Nordischen Skiweltmeisterschaften 1989 in Lahti den 27. Platz über 10 km Freistil. In der Saison 1989/90 kam sie in Thunder Bay über 15 km klassisch erneut auf den 15. Platz und erreichte damit ihr bestes Einzelergebnis im Weltcup. Zudem wurde sie in der Saison in Lahti und in Örnsköldsvik jeweils Dritte mit der Staffel. Ihr 12. und damit letztes Weltcupeinzelrennen absolvierte sie im November 1995 in Vuokatti, das sie auf dem 69. Platz über 5 km klassisch beendete.